# مرت چتین
ییلدیریم مرت چتین (ترکی استانبولی: Yıldırım Mert Çetin؛ زادهٔ ۱ ژانویهٔ ۱۹۹۷) بازیکن فوتبال اهل ترکیه است که برای باشگاه هلاس ورونا بازی می‌کند.
از باشگاه‌هایی که در آن بازی کرده‌است می‌توان به گنچلربیرلیغی و رم اشاره کرد.

## عملکرد حرفه ای
چتین اولین بازی حرفه ای خود را برای گنچربیرلیغی در باخت ۲–۱ در سوپر لیگ ترکیه مقابل کایزری اسپور در ۱۹ نوامبر ۲۰۱۷ انجام داد.
در ۱۶ اوت ۲۰۱۹، او به باشگاه رم در سری آ ایتالیا پیوست.

## عملکرد بین‌المللی
او اولین بازی خود را برای تیم ملی فوتبال ترکیه در تاریخ ۱۷ نوامبر ۲۰۱۹ در مرحله انتخابی یورو ۲۰۲۰ مقابل آندورا انجام داد. او در دقیقه ۸۰ جایگزین مریح دمیرال شد.